# 5:e gardesarmén
5:e gardesarmén var en armé i Röda armén under andra världskriget. Den bildades den 16 april 1943 från 66:e armén.

## Slag

### Kursk
Armén tillhörde Stäppfronten som utgjorde reserven till Voronezjfronten.

#### Organisation
Arméns organisation.
- 32:a gardesskyttekåren
  - 13:e gardesskyttedivisionen
  - 66:e gardesskyttedivisionen
  - 6:e luftburna gardesskyttedivisionen
- 33:e gardesskyttekåren
  - 95:e gardesskyttedivisionen
  - 97:e gardesskyttedivisionen
  - 9:e luftburna gardesskyttedivisionen
- 42:a gardesskyttedivisionen
- 10:e stridsvagnskåren

### Elbe

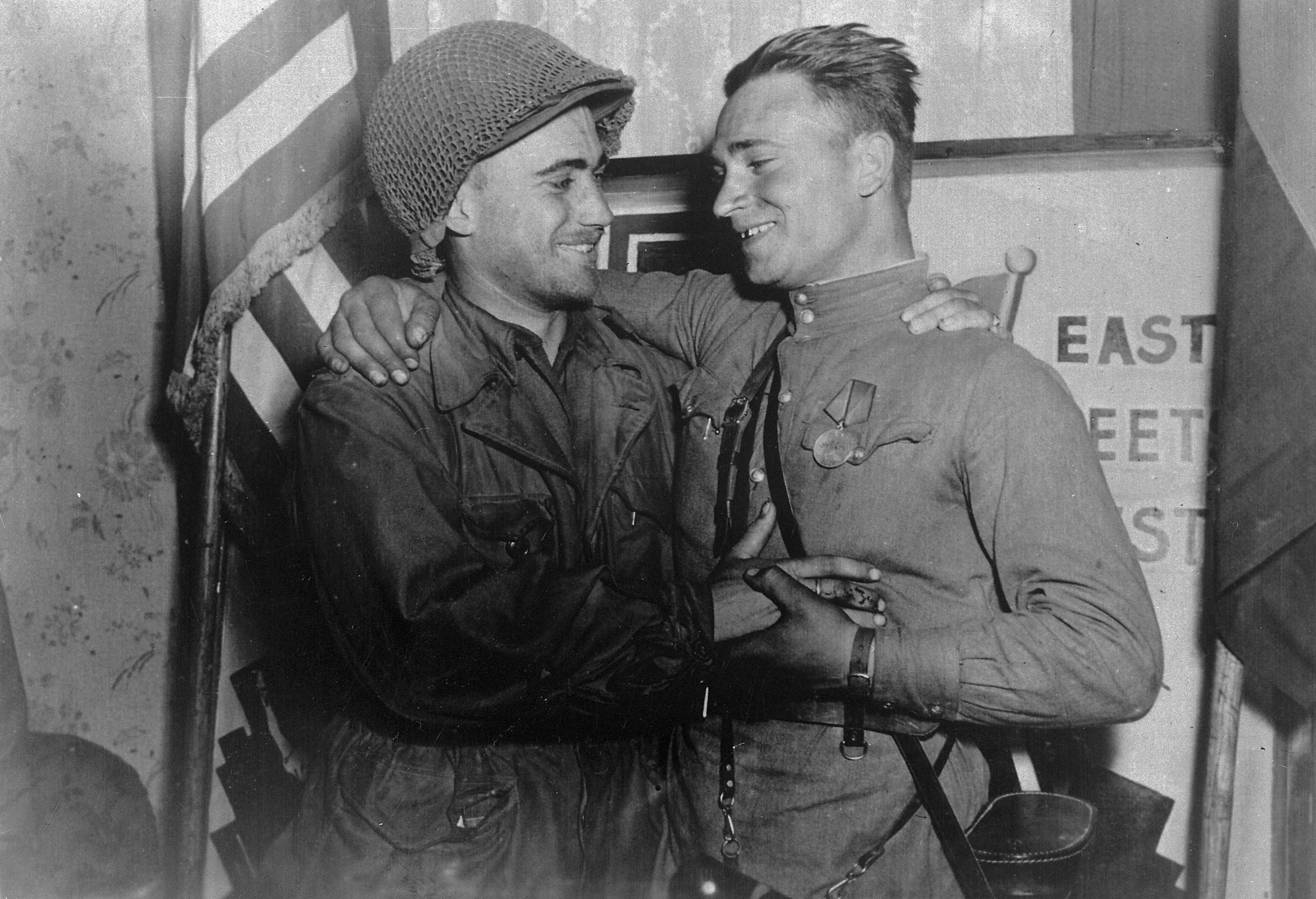
Löjtnanterna William Robertson, USA, och Alexander Sylvasjko, Sovjet, poserar framför kamerorna under det officiella fototillfället i Torgau, fotot troligen taget 27 april 1945.

Den  25 april 1945 möttes trupper från den amerikanska 69th Infantry Division och 5:e gardesarmén vid Elbe, vilket innebar att Tredje riket var delat i två delar.